# Gouden medaille van de Royal Astronomical Society

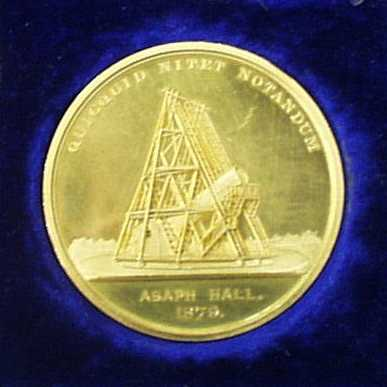
De Gouden Medaille van de Royal Astronomical Society, gewonnen door Asaph Hall.

De Gouden Medaille is de hoogste onderscheiding van de Britse Royal Astronomical Society.

## Geschiedenis
In de begindagen van de Royal Astronomical Society werden er jaarlijks vaak meerdere medailles uitgereikt, maar in 1833 werd besloten elk jaar nog maar één medaille uit te reiken. Dit veroorzaakte een probleem toen in 1846 de planeet Neptunus werd ontdekt, daar veel mensen vonden dat John Couch Adams en Urbain Le Verrier beiden evenveel recht hadden op de medaille vanwege deze ontdekking. Door de controverse die ontstond werd de medaille in 1847 niet uitgereikt. De controverse werd opgelost in 1848, door 12 "testimonial"-prijzen uit te reiken aan verschillende mensen, waaronder Adams en Le Verrier. In 1849 werd de Gouden Medaille weer uitgereikt. Adams en Le Verrier kregen hun gouden medailles pas in respectievelijk 1866 en 1868.
De uitreiking van een medaille per jaar ging door tot 1963, hoewel het tussendoor toch een paar keer voorkwam dat er twee medailles werden uitgereikt (zoals in 1867 en 1886) en de prijs een paar jaar niet uitgereikt werd. Sinds 1964 worden er jaarlijks twee medailles uitgereikt: een voor astronomie en een voor geofysica.

## Winnaars 19e eeuw
| - 1824 Charles Babbage, Johann Franz Encke - 1826 John Herschel, James South, Wilhelm Struve - 1827 Francis Baily - 1828 Thomas Makdougall Brisbane, James Dunlop, Caroline Herschel - 1829 William Pearson, Friedrich Bessel, Heinrich Christian Schumacher - 1830 William Richardson, Johann Franz Encke - 1831 Henry Kater, Marie-Charles Damoiseau - 1833 George Biddell Airy - 1835 Manuel J. Johnson - 1836 John Herschel - 1837 Otto A. Rosenberger - 1839 John Wrottesley - 1840 Giovanni Plana - 1841 Friedrich Bessel - 1842 Peter Andreas Hansen - 1843 Francis Baily - 1845 William Henry Smyth - 1846 George Biddell Airy - 1849 William Lassell | - 1850 Otto Wilhelm Struve - 1851 Annibale de Gasparis - 1852 Christian August Friedrich Peters - 1853 John Russell Hind - 1854 Charles Rümker - 1855 William Rutter Dawes - 1856 Robert Grant - 1857 Samuel Heinrich Schwabe - 1858 Robert Main - 1859 Richard Christopher Carrington - 1860 Peter Andreas Hansen - 1861 Hermann Goldschmidt - 1862 Warren de la Rue - 1863 Friedrich Wilhelm Argelander - 1865 George Phillips Bond - 1866 John Couch Adams - 1867 William Huggins, William Allen Miller - 1868 Urbain Le Verrier - 1869 Edward James Stone - 1870 Charles-Eugène Delaunay - 1872 Giovanni Schiaparelli - 1874 Simon Newcomb | - 1875 Heinrich Louis d'Arrest - 1876 Urbain Le Verrier - 1878 Ercole Dembowski - 1879 Asaph Hall - 1881 Axel Möller - 1882 David Gill - 1883 Benjamin A. Gould - 1884 Andrew Ainslie Common - 1885 William Huggins - 1886 Edward Charles Pickering, Charles Pritchard - 1887 George William Hill - 1888 Arthur Auwers - 1889 Maurice Loewy - 1892 George Howard Darwin - 1893 Hermann Carl Vogel - 1894 S. W. Burnham - 1895 Isaac Roberts - 1896 Seth Carlo Chandler - 1897 Edward Emerson Barnard - 1898 William Frederick Denning - 1899 Frank McClean |

## Winnaars 20e eeuw
| - 1900 Henri Poincaré - 1901 Edward Charles Pickering - 1902 Jacobus Kapteyn - 1903 Hermann Struve - 1904 George Hale - 1905 Lewis Boss - 1906 William Wallace Campbell - 1907 Ernest William Brown - 1908 David Gill - 1909 Oskar Backlund - 1910 Friedrich Küstner - 1911 Philip Herbert Cowell - 1912 Arthur Robert Hinks - 1913 Henri-Alexandre Deslandres - 1914 Max Wolf - 1915 Alfred Fowler - 1916 John L. E. Dreyer - 1917 Walter Adams - 1918 John Evershed - 1919 Guillaume Bigourdan - 1921 Henry Norris Russell - 1922 James Hopwood Jeans - 1923 Albert Michelson - 1924 Arthur Eddington - 1925 Frank Watson Dyson - 1926 Albert Einstein - 1927 Frank Schlesinger - 1928 Ralph Allen Sampson - 1929 Ejnar Hertzsprung - 1930 John Stanley Plaskett - 1931 Willem de Sitter - 1932 Robert Grant Aitken - 1933 Vesto Slipher | - 1934 Harlow Shapley - 1935 E. Arthur Milne - 1936 Hisashi Kimura - 1937 Harold Jeffreys - 1938 William Hammond Wright - 1939 Bernard Lyot - 1940 Edwin Hubble - 1943 Harold Spencer Jones - 1944 Otto Struve - 1945 Bengt Edlén - 1946 Jan Hendrik Oort - 1947 Marcel Minnaert - 1948 Bertil Lindblad - 1949 Sydney Chapman - 1950 Joel Stebbins - 1951 Anton Pannekoek - 1952 John Jackson - 1953 Subramanyan Chandrasekhar - 1954 Walter Baade - 1955 Dirk Brouwer - 1956 Thomas George Cowling - 1957 Albrecht Unsöld - 1958 André Danjon - 1959 Raymond Arthur Lyttleton - 1960 Viktor Amazaspovich Ambartsumian - 1961 Herman Zanstra - 1962 Bengt Strömgren - 1963 H. H. Plaskett - 1964 Martin Ryle, Maurice Ewing - 1965 Edward Bullard, Gerald Maurice Clemence - 1966 Ira S. Bowen, Harold Urey | - 1967 Hannes Alfvén, Allan Sandage - 1968 Walter Munk, Fred Hoyle - 1969 A. T. Price, Martin Schwarzschild - 1970 Horace W. Babcock - 1971 Frank Press, Richard van der Riet Woolley - 1972 H. I. S. Thirlaway, Fritz Zwicky - 1973 Francis Birch, Edwin Salpeter - 1974 Ludwig Biermann, K. E. Bullen - 1975 Jesse Greenstein, Ernst Öpik - 1976 William H. McCrea, J. A. Ratcliffe - 1977 David Robert Bates, John G. Bolton - 1978 Lyman Spitzer, James Van Allen - 1979 Leon Knopoff, C. G. Wynne - 1980 C. L. Pekeris, Maarten Schmidt - 1981 J. F. Gilbert, Bernard Lovell - 1982 Riccardo Giacconi, Harrie Massey - 1983 M. J. Seaton, Fred Whipple - 1984 S. K. Runcorn, Jakov Borisovitsj Zeldovitsj - 1985 Thomas Gold, Stephen Hawking - 1986 G. E. Backus, Alexander Dalgarno - 1987 Takesi Nagata, Martin Rees - 1988 Don L. Anderson, Cornelis de Jager - 1989 R. Hide, Ken Pounds - 1990 J. W. Dungey, B. E. J. Pagel - 1991 Vitali Ginzburg, G. J. Wasserburg - 1992 Dan P. McKenzie, Eugene N. Parker - 1993 Peter Goldreich, Donald Lynden-Bell - 1994 James E. Gunn, T. R. Kaiser - 1995 John T. Houghton, Rashid Sunyaev - 1996 K. Creer, Vera Rubin - 1997 D. Farley, Donald Osterbrock - 1998 R. L. Parker, James Peebles - 1999 K. Budden, Bohdan Paczynski |

## Winnaars 21e eeuw
| - 2000 L. Lucy, R. Hutchinson - 2001 Hermann Bondi, H. Rishbeth - 2002 Leon Mestel, J. A. Jacobs - 2003 John Bahcall, D. Gubbins - 2004 Jeremiah P. Ostriker, Grenville Turner - 2005 Margaret Burbidge, Geoffrey Burbidge, Carole Jordan - 2006 Simon White, S. W. H. Cowley - 2007 J. L. Culhane, Nigel O. Weiss - 2008 Joseph Silk, B. Kennett - 2009 David A. Williams, Eric Priest - 2010 Douglas Gough, John Woodhouse - 2011 Richard Ellis, Eberhard Grün - 2012 Andrew Fabian, John Campbell Brown - 2013 Roger Blandford, Chris Chapman - 2014 Carlos Frenk, John Zarnecki - 2015 Michel Mayor, Michael Lockwood - 2016 John D. Barrow, Philip England - 2017 Nick Kaiser, Michele Dougherty - 2018 James Hough, Bob White - 2019 Robert Kennicutt, Margaret G. Kivelson - 2020 Sandra Faber, Yvonne Elsworth - 2021 Jocelyn Bell Burnell, Thorne Lay - 2022 George Efstathiou, Richard Horne - 2023 John A. Peacock, Timothy N. Palmer - 2024 Gilles Chabrier, John-Michael Kendall - 2025 James Binney, Jonathan Tennyson |

## Verwante prijzen
Tweemaal werd er een zilveren medaille uitgereikt naast de gouden:
- 1824 Charles Rümker, Jean-Louis Pons
- 1827 William Samuel Stratford, Mark Beaufoy

In 1848 wonnen de volgende mensen de testimonial awards ter vervanging van de gouden medaille:
- George Biddell Airy
- John Couch Adams
- Friedrich Wilhelm Argelander
- George Bishop
- George Everest
- John Herschel
- Peter Andreas Hansen
- Karl Ludwig Hencke
- John Russell Hind
- Urbain Le Verrier
- John William Lubbock
- Maxmilian Weisse